# القضاء في المغرب

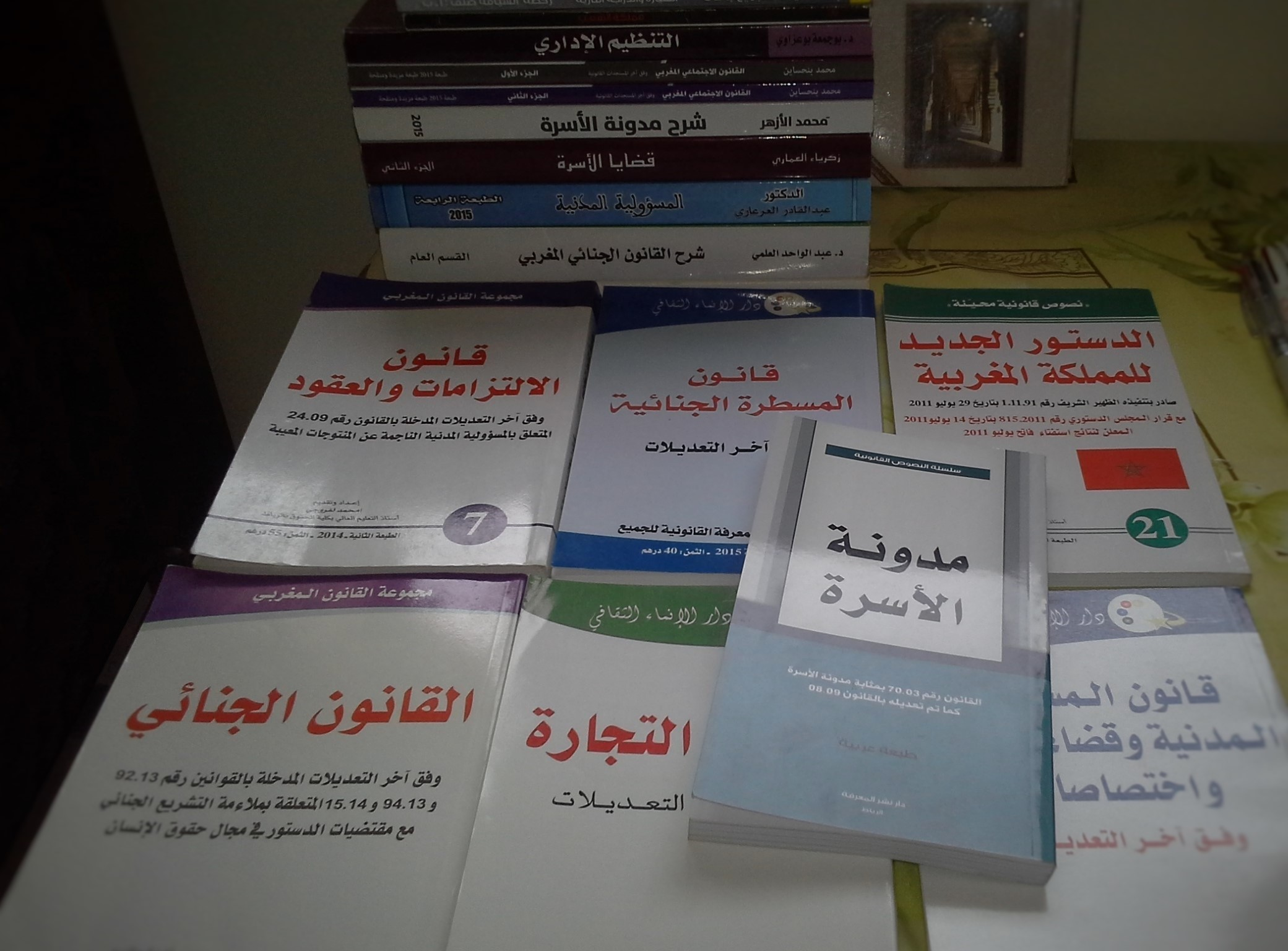
مدونة الأسرة المغربية باللغة عربية.

اَلْقضَاء فِي المَغْرب أو اَلْقَضَاء اَلْمَغْرِبِي أو اَلسُّلْطَة اَلْقَضَائِيَة اَلْمَغْرِبِيَّة (بالإنجليزية:  Judiciary of Morocco)‏، هـو فرع من مستقل فروع الحكومة المغربية، يخضع فقط إلى الدستور المغربي.

## مبادئ القضاء في المغرب

### الإستقلاليـة
أي لا تكون مهام القضاء بيد من يمثلون السلطة التنفيذية أو التشريعية، ولأجل ذلك منح الدستور المغربي القاضي حصانة تجعله في مأمن مما يمكن أن يلحقة نتيجة ما يصدر عنه من أحكام.

### المـجانية
وتعني أن القضاة لا يأخذون أي أجر مادي أو غير من المتقاضين مقابل أتعابهم في دراسة دعاويهم، لأن القاضي موظف عمومي يتقاضى راتبه من الدولة.

### العـلانية
وتعني السماح للجميع بالحضور في قاعة الجلسات لمتابعة مختلف سير الدعاوي.

### وحدة القضاء
أي لا يمكن لقضية واحدة أن تنظر فيها أكثر من محكمة واحدة من نفس المستوى حتى لا تصدر أحكام مختلفة ومتعارضة في نفس القضية.

## هـيكل المحاكم القضائية المغربية

### مـحكمة النقض
تنظر في:
- قضايا صدرت فيهـا أحكام اِستئنافية مطعون فيها من طرف المتقاضين.
- طلب إلغاء مقررات صادرة عن شطط في اِستعمال السلطة.

### محاكـم الإستئناف
تختص في النظر إلى الأحكام الصادرة اِبتدائياً عن المحاكم الإبتدائية وكذا القضايا الأخرى التي تختص بالنظر فيها بمقتضى قانون المسطرة المدنية أو قانون المسطرة الجنائية أو نصوص خاصة عن الاقتضاء.

### محكمـة إبتدائية
تختص اِبتدائياً واِنتهائياً مع حق حفظ الإستئناف بالنظر في جميع الدعاوي (قضاء القرب، قضاء الأسرة، قضايا تجارية وعقارية واِجتماعية وجنائية...) طبـقاً للشروط المحددة بمقتضى القانون (قانون المسطرة المدنية أو قانون المسطرة الجنائية)...

### قضاء القـرب
النظر في الدعاوى الشخصية والمنقولة التي لا تتجاوز قيمتها 5 آلاف درهم ولا يختص في النزاعات المتعلقة بمدونة الأسرة والعقار و القضايا الإجتماعية والإفراغات.

### محاكم أخرى

#### محـاكم إدارية
ينظر كل نوع من هذه المحاكم قضايا خاصة كأن تنظر المحكمة الإدارية مثلاً في دعوى إدارية موجهة من طرف مدرس ضد رئيسه.

#### مـحاكم تجـارية
وتختص المحاكم التجارية في القضايا التي تكتسي طابعاً له اِرتباط بقطاع التجارة.

## اُنظر أيضاً
- سياسة المغرب
- دستور المغرب
- برلمان المغرب